# جون ميلمان
جون ميلمان (بالإنجليزية: John Millman)‏ مواليد 14 يونيو 1989 في بريزبان، هو لاعب كرة مضرب أسترالي بدأ مسيرته كمحترف سنة 2006 يلعب باليد اليمنى ويحتل حالياً المرتبة رقم. 75 (29 فبراير 2016) في تصنيف رابطة محترفي كرة المضرب. أعلى تصنيف له في الفردي كان المركز الـ 61 في سنة 2016.

## الخط الزمني للفردي
مفتاح
| ف | ن | ن.ن | ر.ن | د# | د.م | ل | أ.أ | ت | غ | ب | ف | ذ | م.خ | ل.ت |

(ف) فاز بالبطولة (ن) وصل النهائي (ن.ن) نصف النهائي (ر.ن) ربع النهائي (د#) الأدوار الأربعة الأولى (د.م) دور المجموعات (ل) شارك في كأس ديفيز (أ.أ) خرج من الأدوار الاولى (ت) خسر التصفيات التأهيلية (غ) غاب عن الحدث أو البطولة (ب) حصل على ميدالية برونزية (ف) حصل على ميدالية فضية (ذ) حصل على ميدالية ذهبية (م.خ) بطولة الماسترز خُفضت إلى مرتبة أقل (ل.ت) البطولة لم تعقد في السنة المعينة.
لتجنب الارتباك وازدواجية الحساب، يتم تحديث هذه المعلومات إما في نهاية البطولة، أو عندما تكون مشاركة اللاعب في البطولة قد انتهت.
| الدورة                        | 2009 | 2010 | 2011 | 2012 | 2013 | 2014 | 2015 | 2016 | م.ف   | ف-خ |
| ----------------------------- | ---- | ---- | ---- | ---- | ---- | ---- | ---- | ---- | ----- | --- |
| بطولة أستراليا المفتوحة للتنس | ت2   | ت3   | ت2   | ت1   | د1   | غ    | د1   | د3   | 0 / 3 | 2–3 |
| دورة رولان غاروس الدولية      | غ    | ت2   | غ    | غ    | غ    | غ    | ت1   |      | 0 / 0 | 0–0 |
| بطولة ويمبلدون                | غ    | ت1   | ت1   | غ    | غ    | غ    | د2   |      | 0 / 1 | 1–1 |
| أمريكا المفتوحة               | غ    | ت3   | غ    | غ    | غ    | غ    | د1   |      | 0 / 1 | 0–1 |
| الإجمالي                      | 0–0  | 0–0  | 0–0  | 0–0  | 0–1  | 0–0  | 1–3  | 2–1  | 0 / 5 | 3–5 |

## روابط خارجية
- جون ميلمان على موقع رابطة محترفي التنس (الإنجليزية)
- جون ميلمان على موقع الاتحاد الدولي لكرة المضرب (الإنجليزية)
- جون ميلمان على موقع كأس ديفيز (الإنجليزية)
- جون ميلمان على موقع اتحاد التنس الأسترالي (الإنجليزية)
- جون ميلمان على موقع خلاصة التنس.كوم (الإنجليزية)
- جون ميلمان على موقع إي إس بي إن.كوم (الإنجليزية)
- جون ميلمان على موقع أوليمبيديا (الإنجليزية)
- جون ميلمان على موقع اللجنة الأولمبية الأسترالية (الإنجليزية)